# Dave Lambert (Gitarrist)

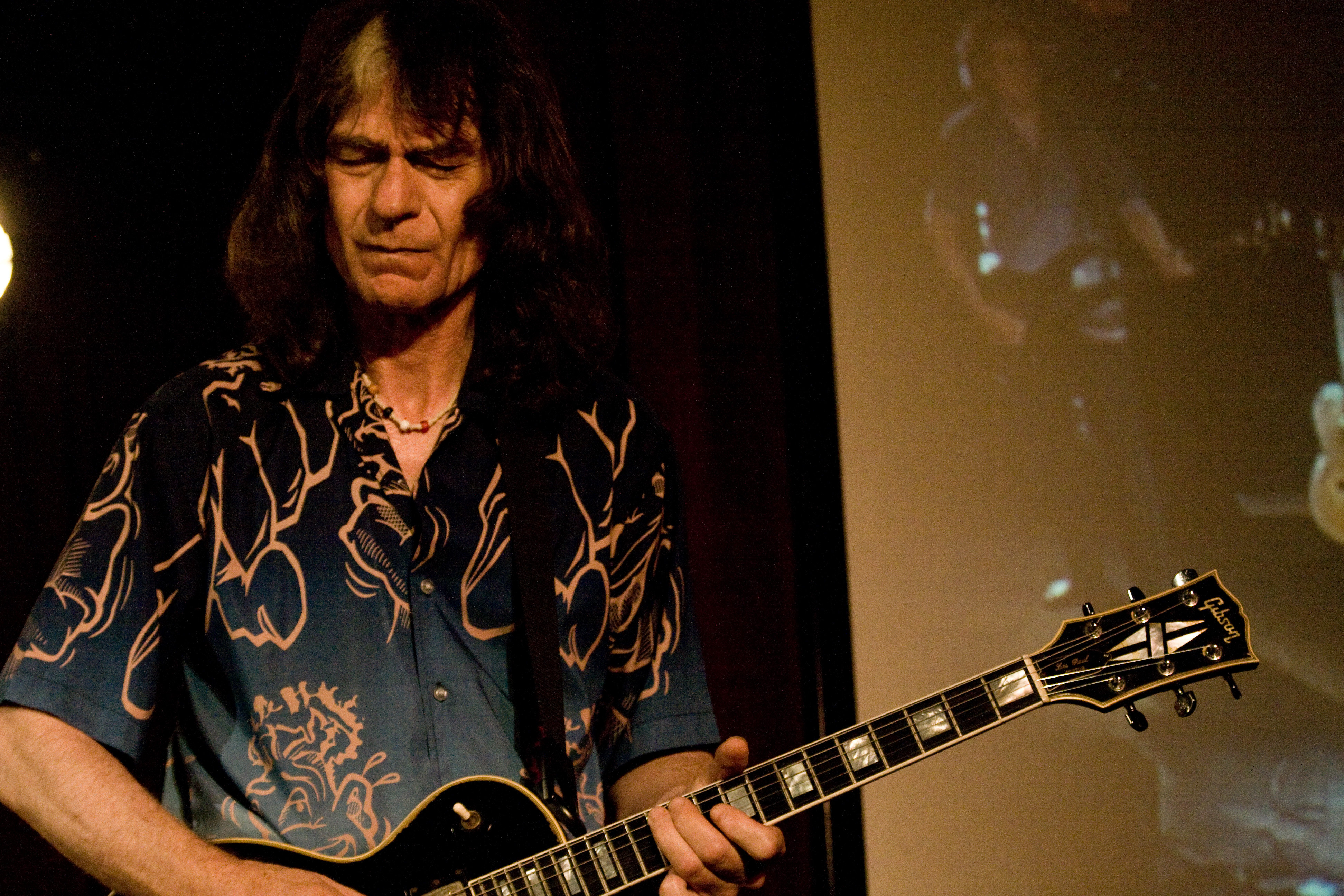
Dave Lambert, 2008

Dave Lambert (* 8. März 1949 in Hounslow, Middlesex, England) ist ein britischer Gitarrist und Singer-Songwriter.

## Karriere

### Fire
Seine ersten öffentlichen Auftritte absolvierte Lambert in den 1960er Jahren mit der Band Friday's Chyld, die er mit den Schulfreunden Bob Voice (Schlagzeug) und Dick Dufall (Bass) gegründet hatte. Das Trio, beeinflusst von The Who und Pink Floyd, änderte später seinen Namen in Fire und erhielt einen Plattenvertrag bei Decca Records. Die Single Father's Name Was Dad, geschrieben von Lambert und produziert von Tony Clarke, erweckte das Interesse von Paul McCartney, doch blieb sie trotz seiner Unterstützung erfolglos. Durch die später entstandene Single The Magic Shoemaker wurde Dave Cousins von den Strawbs auf die Band aufmerksam. Obwohl sich Fire in der Londoner Musikszene bereits einen Namen gemacht hatte, blieb die Band erfolglos und löste sich auf.

### King-Earl Boogie Band
Nach der Auflösung von Fire beteiligte sich Lambert an dieser Band. Das 1972 entstandene Album Trouble at t'Mill blieb weitgehend unbeachtet.

### Dave Cousins
Als Dave Cousins 1972 ein eigenes Album aufnehmen wollte, lud er Lambert ein, sich daran zu beteiligen. Es entstand Two Weeks Last Summer. Dieses Album enthielt den Titel Going Home, der ursprünglich als Solosingle von Lambert vorgesehen war.

### Strawbs
Da sowohl Lambert als auch Cousins ihre Zusammenarbeit positiv bewerteten, trat Lambert 1972 als festes Mitglied in die Band Strawbs ein. Unter seiner Mitwirkung entstanden mehrere Alben, darunter der sehr erfolgreiche Titel "Part of the Union", der, später als Single veröffentlicht, hohe Chartplatzierungen erreichte (Platz 2 in Großbritannien). 1978 verließ Lambert jedoch die Band während der Arbeiten an dem Album Heartbreak Hill, um sich einem Soloprojekt zuzuwenden. Er wurde durch Brian Willoughby ersetzt.

### Neuformierung der Strawbs
Lambert schrieb mit dem Strawbs-Bassisten Chas Cronk einige Stücke und nahm sie auf, ein weiteres Dave Lambert-Soloalbum kam jedoch nicht zustande. Lambert zog sich zeitweise aus dem Musikgeschäft zurück und arbeitete als Skilehrer in Österreich. 1998 reformierte Cousins jedoch die Strawbs, zu deren Besetzung nun auch wieder Lambert gehörte. Die Strawbs absolvieren seither wieder Tourneen mit Lambert als festem Mitglied.

### Solo
In Zusammenarbeit mit John Entwistle von The Who entstand 1978 das Album Framed. 2004 erschien Work in Progress, das neben einigen neuen Titeln auch unveröffentlichtes älteres Material sowie Studio-Outtakes enthält. Außerhalb der Strawbs-Fangemeinde und der Folk-Rock-Szene fanden die Alben nur wenig Beachtung und erzielten im Gegensatz zu den Strawbs-Werken auch keine Chartplatzierungen.

## Diskografie

### Alben

#### Fire
- The Magic Shoemaker (1970)
- Underground and Overhead (1997)

#### King-Earl Boogie Band
- Trouble at t'Mill (1972)

#### Strawbs
- Bursting at the Seams (1973)
- Hero and Heroine (1974)
- Ghosts (1974)
- Nomadness (1975)
- Deep Cuts (1976)
- Burning for You (1977)
- Deadlines (1978)
- Heartbreak Hill (1978)
- Halcyon Day (1997) (compilation)
- Concert Classics (1999) (Live BBC "Sight and Sound" performance from 1977)
- The Complete Strawbs (2000) (30th anniversary concert at Chiswick House)
- The Collection (2002) (compilation)
- Tears and Pavan – An Introduction to Strawbs (2002) (compilation)
- 20th Century Masters: The Millennium Collection: The Best of Strawbs (2003) (compilation)
- Blue Angel (2003) (mit neu eingespielten Titeln von Two Weeks Last Summer und Bursting at the Seams)
- Déjà Fou (2004)
- Strawbs Live at Nearfest 2004 (2005)
- A Taste of Strawbs (2006) (Vier-CD-Box mit Aufnahmen aus der Zeit von 1967 bis 2006)
- Strawbs NY '75 (2007) (Liveaufnahme eines Auftritts 1975)
- Lay Down with the Strawbs (2008) (Doppel-CD, live aufgenommen in The Robin, Bilston, 5. März 2006)
- The Broken Hearted Bride (2008) (mit der Hero and Heroine-Besetzung)
- Dancing to the Devil's Beat (2009) (Neubesetzung mit Oliver Wakeman, Keyboards)

#### Acoustic Strawbs
- Baroque & Roll (2001)
- Full Bloom (2005) (live)
- Painted Sky (2005) (live)

#### Solo
- Framed (1978)

mit Bassist John Entwistle
- Work in Progress (2004)

#### Lambert Cronk
- Touch the Earth (2007)

### Singles
(Erscheinungsjahre in Großbritannien, soweit nicht anders angegeben)

#### Fire
- "Father's Name is Dad"/"Treacle Toffee World" (1968)
- "Round the Gum Tree"/"Toothie Ruthie" (1968)

#### King-Earl Boogie Band
- "Plastic Jesus"/"If the Lord Don't Get You" (1972)
- "Starlight"/"Goin' to German" (1972)

#### Strawbs
- Lay Down"/"Backside (1972)
- Part of the Union"/"Will You Go (1973)
- Shine on Silver Sun"/"And Wherefore (1973)
- Hero and Heroine"/"Why (1974)
- Hold on to Me (The Winter Long)"/"Where do You Go (1974)
- Round and Round"/"Heroine's Theme (1974) (nur USA und Italien)
- Grace Darling"/"Changes Arranges (1974)
- Angel Wine"/"Grace Darling (1975) (nur in Japan)
- Lemon Pie"/"Don't Try to Change Me (1975)
- Little Sleepy (1975) (nur USA und Portugal)
- I Only Want My Love to Grow in You"/"Wasting My Time (Thinking of You) (1976)
- So Close and Yet So Far Away"/"The Soldier's Tale (1976) (nur USA)
- Charmer"/"Beside the Rio Grande (1976)
- Back in the Old Routine"/"Burning for You (1977)
- Keep on Trying"/"Simple Visions (1977)
- Heartbreaker (1977) (nur USA und Republik Südafrika)
- Joey and Me"/"Deadly Nightshade (1978)
- New Beginnings"/"Words of Wisdom (1978)
- I Don't Want to Talk About It"/"The Last Resort (1978) (nur USA)

#### Solo
- Take a Little Bit of My Life (1979)